# Erbach (ätt)
Erbach är en tysk riksgrevlig ätt, omtalad i urkunder sedan 1100-talet, av vilken tre grenar, Erbach-Fürstenau, Erbach-Schönberg och Erbach-Erbach ännu fortlever.
Bland dess medlemmar märks Karl Eugen av Erbach-Schönberg (1732-1816), som gick i österrikisk krigstjänst, utmärkte sig under revolutionskrigen och 1796 blev fälttygsmästare, samt Frans av Erbach-Erbach (1854-1823), en av vägröjarna för utforskningen av limes.